# Nastja Čeh
Nastja Čeh (Ptuj, 1978. január 26. –), szlovén válogatott labdarúgó, a Drava Ptuj játékosa.
A szlovén válogatott tagjaként részt vett a 2002-es világbajnokságon.

## Sikerei, díjai
Maribor
- Szlovén bajnok (2): 1999–2000, 2000–01
- Szlovén kupagyőztes (2): 1992–93, 1995–96

Club Brugge
- Belga bajnok (2): 2002–03, 2004–05
- Belga kupa (2): 2001–02, 2003–04

Austria Wien
- Osztrák bajnok (1): 2005–06
- Osztrák kupa (2): 2005–06, 2006–07